# Губа, Валерий Иванович
Валерий Иванович Губа (25 ноября 1957, Куйбышев) — советский футболист, нападающий, полузащитник, тренер. Один из самых результативных бомбардиров в истории саранской «Светотехники».

## Биография
Воспитанник СДЮСШОР «Крылья Советов» (Куйбышев). После службы в армии выступал за дубль «Крыльев Советов». В основной состав не попадал (за него сыграл один раз 24 марта 1978 в 1/16 Кубка СССР против донецкого «Шахтёра» ). В дубле тренер ставил его в защиту, хотя он видел себя в нападении. При содействии бывшего игрока «Крыльев» Юрия Капсина, преподававшего физкультуру в университете, перешел в саранскую «Светотехнику». В новом клубе сразу стал лучшим бомбардиром и оставался им на протяжении восьми сезонов. Лучший бомбардир второй зоны 1980-х по числу забитых за один клуб мячей. В 1985 году Губа получил приглашение от воронежского «Факела» из высшей лиги, но решил остаться. Покинул клуб только в 1989, вернувшись в «Крылья Советов». Ярко отыграл первую половину сезона, забив 4 мяча в 16 играх. Губа объяснял, что в ходе прощального матча Теньо Минчева в Болгарии он получил травму колена. Колено залечил, но тренеры постоянно заменяли его, опасаясь ставить на весь матч. После очередной замены в матче с рязанским «Торпедо», Губа повздорил с тренером Виктором Антиховичем и покинул команду. Ненадолго вернулся в Саранск, но вскоре вновь травмировал колено. Во время длительного лечения получил предложение от руководства Саранска возглавить женскую футбольную команду. В 1990 стал тренером женского футбольного клуба «Визит». Осенью 1990 селекционер «Сибирячки» Константин Камалтынов увез в Красноярск половину команды вместе с её тренером.
В 1991 играл за кисловодский «Асмарал». В товарищеском матче против английского «Бернли» (1:1) забил гол с пенальти.
В 1991—1994 годах играл за зеленодольский «Прогресс», в 1995 — за зеленодольский «Авангард». В 1999 стал главным тренером саранской «Светотехники». В 2000 году стал директором детско-юношеской спортивной школы в Казани. В дальнейшем работал начальником управления по делам молодежи и спорта и в коммерческом банке.

## Семья
Женат. Две дочери.